# Elecciones estatales de Sinaloa de 2007
Las Elecciones estatales de Sinaloa de 2007 tuvieron lugar el domingo 14 de octubre de 2007, y en ellas fueron designados los siguientes cargos de elección popular en el estado mexicano de Sinaloa:
- 40 diputados locales: Se eligen 40 diputados estatales, 24 por medio de votación directa y los otros 16 elegidos bajo un sistema de representación proporcional.
- 18 ayuntamientos: Formados por un Presidente Municipal y regidores que conforman el cabildo municipal, electos para un periodo de tres años,  reelegibles hasta por un período más.

## Congreso del Estado

Diputados LIX Legislatura del Congreso del Estado de Sinaloa.

## Ayuntamientos

Distribución de las alcaldías de Sinaloa por partido político.

#### Ayuntamiento de Culiacán
| Partido/Alianza                               | Partido/Alianza                                         | Candidato      | Candidato                     | Votos   | Porcentaje |
| --------------------------------------------- | ------------------------------------------------------- | -------------- | ----------------------------- | ------- | ---------- |
|                                               | Partido Acción Nacional                                 |                | Sadol Osorio Salcido          | 48 813  | 21,87      |
|                                               | Coalición Sinaloa Avanza (PRI, PANAL)                   |                | Jesús Vizcarra Calderón Hecho | 152 850 | 69,74      |
|                                               | (PRD-Convergencia)                                      |                | Oscar Loza Ochoa              | 11 180  | 5,13       |
|                                               | Partido del Trabajo Partido Alternativa Socialdemócrata |                | Manuel Lazcano Meza           | 2 312   | 0,73       |
|                                               | Partido Verde Ecologista de México                      |                | Marco Antonio Moreno León     | 1 334   | 0,60       |
|                                               | No registrados                                          | No registrados | No registrados                | 210     | 0,29       |
|                                               | Nulos                                                   | Nulos          | Nulos                         | 3 489   | 1,65       |
| Total                                         | Total                                                   | Total          | Total                         | 220 598 | 100        |
| Fuente: Consejo Estatal Electoral de Sinaloa. |                                                         |                |                               |         |            |

#### Ayuntamiento de Mazatlán
| Partido/Alianza                               | Partido/Alianza                                                       | Candidato      | Candidato                      | Votos   | Porcentaje |
| --------------------------------------------- | --------------------------------------------------------------------- | -------------- | ------------------------------ | ------- | ---------- |
|                                               | Partido Acción Nacional                                               |                | Salvador Reynosa Garzón        | 49 764  | 39,60      |
|                                               | Coalición Sinaloa Avanza (PRI, PANAL)                                 |                | Jorge Abel López Sánchez Hecho | 62 511  | 50,17      |
|                                               | Partido de la Revolución Democrática Partido del Trabajo Convergencia |                | José Ángel Pescador            | 8.268   | 6,65       |
|                                               | Partido Verde Ecologista de México                                    |                | Martha Beatriz Armenta Gámez   | 1.494   | 1,16       |
|                                               | Partido Alternativa Socialdemócrata                                   |                | Sergio Octavio Valle Espinosa  | 397     | 0,31       |
|                                               | No registrados                                                        | No registrados | No registrados                 | 114     | 0,09       |
|                                               | Nulos                                                                 | Nulos          | Nulos                          | 2,301   |            |
| Total                                         | Total                                                                 | Total          | Total                          | 124 849 | 100        |
| Fuente: Consejo Estatal Electoral de Sinaloa. |                                                                       |                |                                |         |            |

#### Ayuntamiento de Guasave
- Jesús Burgos Pinto  Hecho

#### Ayuntamiento de Guamúchil
- Jorge Cesal González  Hecho